# 格尔曼·季托夫
格尔曼·斯捷潘诺维奇·季托夫（俄语：Герман Степанович Титов；1935年9月11日—2000年9月20日），苏联宇航员。1961年8月6日，季托夫乘坐东方二号宇宙飞船升空，成为人类历史上第2个环绕地球的宇航员。季托夫升空时年仅26岁，是迄2021年7月20日为止最年轻的宇航员。他也是第一個發生太空暈眩的宇航员，亦是世界上第一個在太空嘔吐的人類。
月球的季托夫隕石坑以及越南下龍灣的季托夫島以他命名。
2000年9月20日，他因心臟病於俄羅斯莫斯科去世，享壽65歲。下葬在莫斯科新聖女公墓。